# Romanus (Papst)
Romanus war im Jahr 897 Papst. Der genaue Wahltag ist unbekannt. Die Inthronisation fand im August 897 statt, das Ende des Pontifikats wird auf November 897 datiert, wobei nicht geklärt ist, ob Romanus starb – in diesem Fall wäre er möglicherweise vergiftet worden – oder abgesetzt wurde, in welchem Falle er wohl als Mönch weitergelebt haben dürfte.
Die Wahl des Romanus, der zuvor Kardinalpriester von San Pietro in Vincoli gewesen war, erfolgte vor dem Hintergrund der Auseinandersetzungen um die Rechtmäßigkeit des Pontifikats von Formosus, die ihren Höhepunkt in der Leichensynode im Sommer 897 fanden. Dieser von Romanus’ Amtsvorgänger Stephan VI. durchgeführte Schauprozess erbitterte die Anhänger des Formosus, auf deren Betreiben die Inthronisation Romanus erfolgt sein dürfte.
Während seines kurzen Pontifikats erklärte Romanus die Amtshandlungen seines Vorgängers für nichtig; die Rehabilitation des Formosus blieb jedoch seinem Nachfolger, Papst Theodor II. vorbehalten.